# Göran Bexell
Göran Bertil David Bexell, född den 24 december 1943 i Högsby, Kalmar län, är en svensk seniorprofessor i etik vid Lunds universitet samt före detta universitetsrektor vid Lunds universitet.

## Biografi
Bexell är uppvuxen i Ryssby i Kronobergs län och avlade kantors- och organistexamen 1961 och studentexamen i Ljungby 1963. Under studietiden i Lund var han aktiv i bland annat kårarbete, Smålands nation och Lunds studentsångförening, vars Otto Lindbladmedalj i guld han fick 2007.
Bexell blev filosofie kandidat, filosofie magister och teologie kandidat vid Lunds universitet 1969. Han blev teologie doktor 1975 då han disputerade på en avhandling med titeln Människans befrielse: psykoanalys och kristen tro. Samma år prästvigdes han. Bexell blev docent 1976 och var universitetslektor i etik 1975–1990. Sedan 1990 är han professor i etik vid Lunds universitet. Han var dekanus för den teologiska fakulteten 1995–1999 och ordförande i områdesstyrelsen för humaniora och teologi 2000–2003. Han var rector magnificus för Lunds universitet under åren 2003–2008 och har fått universitetets guldmedalj.
Bexell var 2007–2008 ordförande i Sveriges universitets- och högskoleförbund, SUHF. Under sin rektorsperiod var han ordförande i växelvis Öresundsuniversitetet och Öresund Science Region.
Under två tvåårsperioder var Bexell ordförande i Council för European University Centre vid Pekings universitet, och extern ordförande i styrelsen för Centrum för Mellanösternstudier vid Lunds universitet. 2003–2006 var han ledamot i Högskoleverkets styrelse och 2000–2011 styrelseledamot i Crafoordska stiftelsen.Under en sexårsperiod var han ledamot av Pressens opinionsnämnd i Stockholm samt i styrelsen för Högskolan i Halmstad och under en nioårsperiod ledamot i styrelsen för Dag Hammarskjöld Foundation i Uppsala och under flera år ordförande. Under flera perioder var han likaledes ordförande i styrgruppen för utbildning i akademiskt ledarskap inom Sveriges Universitets- och Högskoleförbund. Under sex år var han ordförande i Jubileumskommittén för firande av Lunds universitets 350-årsjubileum 2016–2018.
Åren 2009–2019 var han ordförande i styrelsen för Skissernas museum i Lund, tillhörigt Lunds universitet. Sedan 2015 är han vidare ordförande i LMK-stiftelsens styrelse i Lund samt ledamot i styrelsen för Birgit och Sven Håkan Ohlssons stiftelse, Lund. 
Bexell är ledamot av Kungliga Humanistiska Vetenskapssamfundet i Lund, Kungliga Fysiografiska Sällskapet i Lund samt Societas Ethica och är hedersledamot i Vetenskapssocieteten i Lund, där han var preses 1991–1995.
Åren 1990–1997 var Göran Bexell redaktör för Svensk Teologisk Kvartalskrift. Han har varit ordförande i Svenska kyrkans teologiska kommitté, vice ordförande i kyrkomötets läronämnd och kyrkoordningskommittén. Bexell arbetade 1970–1985 som sekreterare och sedan som ledamot i den statliga utredningen 1969 års psalmkommitté. Han finns representerad i Den svenska psalmboken 1986 med tre originaltexter (nummer 155, 563 och 637) samt med tre bearbetade verk. Han har också publicerat dikter i den litterära lundatidskriften Vox.
Bland Bexells senare produktion i etik finns Svensk moralpolitik (1995) samt artiklar i frågor om moral och moralism, universalism och partikularism i etiken samt om global etik. Som inbjuden etikexpert har Bexell medverkat i ett stort antal seminarier, symposier, konferenser, utbildningar i ämbetsverk, politiska organisationer, landsting, företag, kyrkor och skolor.
År 2011 gav han ut boken Akademiska värden visar vägen, som argumenterar för att akademiska värden som akademisk frihet, integritet och kvalitet ska vara överordnade allt annat inom ett universitet. Med denna utgångspunkt behandlas främst nutida ideologier om universitetet, forskning, utbildning, globalisering och samhällsansvar.
Under senare år har Bexell medverkat i Harry Martinson-sällskapets tidskrift Doris med temat Harry Martinson och etiken, i dialog med professorn och författaren Björn Larsson. Han föreläser också om akademiska värden och akademiskt ledarskap samt om Dag Hammarskjölds liv och död.
2017 utkom En lundensisk litteraturhistoria, där Bexell är en av redaktörerna tillsammans med Katarina Bernhardsson, Daniel Möller och Johan Stenström. Samma år blev han nasologie doktor vid den nasologiska fakulteten med avhandlingen Att lägga näsan i blöt. Studier i nasologi och etik. Han medverkar även i 350 näsor under 350 år, 2017. Artikeln Musik, etik och politik ingår i Anders Palm o. Johan Stenström, red. Musik och politik, 2019. Artikeln Humaniora med universitetsperspektiv ingår i I Pallas Athenas huvud. Hundra år av humaniora, 2020. Per Lindström och Bexell var redaktörer för Handbok i lundaandan – om den finns, 2021, där Bexell medverkar med tre bidrag; studentutgåva, även på engelska 2022, A Handbook of the Lund Spirit, if it exists. 2024 utgav Bexell Tala är silver. Texter och tal från ett långt lundaliv.

### Familj
Göran Bexell är gift med Ingrid Bexell och far till statsvetaren Magdalena Bexell och cancerforskaren Daniel Bexell. Han härstammar från den småländska prästsläkten Bexell och är son till kyrkoherde Bertil Bexell och Hillevi Rydeman samt kusin med professor Oloph Bexell och med barnboksförfattaren Eva Bexell.

## Utmärkelser
- 2004 – H.M. Konungens medalj 12:e storleken i Serafimerordens band.
- 2007 – Otto Lindbladmedalj i guld från  Lunds studentsångförening.
- Agardhmedaljen i guld av Akademiska Föreningen i Lund.
- Hedersledamot i Lunds nation vid Lunds universitet.
- Hedersledamot i Vetenskapssocieteten i Lund.